# Dušan Šestić
Dušan Šestić (en serbe cyrillique : Душан Шестић), né en 1946 à Banja Luka (Bosnie-Herzégovine, ancienne Yougoslavie), est un musicien bosnien ayant composé l'hymne national de la Bosnie-Herzégovine Intermeco, adopté en 1998.
Sa fille, Marija Šestić, a représenté la Bosnie-Herzégovine au Concours Eurovision de la chanson 2007.